# کارمن اسکارپیتا
کارمن اسکارپیتا (ایتالیایی: Carmen Scarpitta؛ ۲۶ مهٔ ۱۹۳۳ – ۲۶ آوریل ۲۰۰۸) بازیگر اهل ایتالیا بود.
از فیلم‌هایی که وی در آن نقش داشته‌است، می‌توان به آدم‌ربایی، اوئدیپوس اُرکا، بدرود مسکو، کازانووای فلینی، قفسی برای دیوانگان، زنان روستایی کم‌حرف و فراسوی نیک و بد اشاره کرد.